# Miltogramma microchaetosum
Miltogramma microchaetosum är en tvåvingeart som beskrevs av Mihalyi 1979. Miltogramma microchaetosum ingår i släktet Miltogramma och familjen köttflugor.
Artens utbredningsområde är Ungern. Inga underarter finns listade i Catalogue of Life.